# Belz
Belz (în ucraineană Белз) este un oraș raional din raionul Sokal, regiunea Liov, Ucraina. În afara localității principale, nu cuprinde și alte sate.

## Demografie
Componența lingvistică a orașului Belz
     Ucraineană (98,79%)
     Rusă (1,17%)
Conform recensământului din 2001, majoritatea populației orașului Belz era vorbitoare de ucraineană (98,79%), existând în minoritate și vorbitori de rusă (1,17%).